# Virtus Francavilla Calcio 2016-2017
Questa voce raccoglie le informazioni riguardanti la Virtus Francavilla Calcio nelle competizioni ufficiali della stagione 2016-2017.

## Stagione
La Virtus Francavilla partecipa per la prima volta al campionato di Lega Pro e per la prima volta assoluta ad un campionato professionistico. Alla guida tecnica della squadra viene confermato l'allenatore Antonio Calabro, protagonista del sorprendente doppio salto dall'Eccellenza alla Lega Pro della squadra. Conquistata la promozione avendo vinto il campionato di serie D (girone H), la Virtus riesce ad usufruire del diritto a disputare le partite casalinghe nello stadio della propria città, lo Stadio Comunale Giovanni Paolo II, solo in extremis dopo aver realizzato modifiche strutturali all'impianto, con anticipo delle spese a carico della società, per l'adeguamento ai regolamenti di categoria. 
Il raduno della squadra è avvenuto il 12 luglio a Francavilla Fontana mentre il ritiro precampionato si è svolto dal 16 al 30 luglio a Castel di Sangro.. Sono state disputate alcune amichevoli tra cui le più impegnative contro formazioni di serie B quali il Frosinone e il Latina.
L'esordio nel calcio professionistico, previsto alla prima giornata il 28 agosto 2016, viene rinviato alla seconda giornata, a causa del ricorso contro l'ammissione al campionato dell'avversario previsto (Paganese) che ha causato lo spostamento a data da destinarsi dell'incontro. In tale esordio, avvenuto in casa il 4 settembre 2016 contro il Catanzaro, conquista la prima storica vittoria tra i professionisti superando i calabresi per 1-0 con gol di De Angelis.
Dopo un periodo iniziale difficile, caratterizzato da 4 sconfitte consecutive tra la quarta e la settima giornata, la Virtus Francavilla inanella una serie di risultati soddisfacenti e persino vittorie prestigiose, come quella in trasferta nel derby contro il Taranto e quella in casa contro il Catania. Termina, quindi, il girone di andata con un sorprendente quinto posto a pari merito con il Cosenza. Nel girone di ritorno conferma l'ottimo andamento di quello d'andata ottenendo ulteriori prestigiosi successi tra cui quello sul campo del Matera e quello "storico" nel derby casalingo contro il Lecce. Conclude, quindi, il campionato al quinto posto, a pari merito con il Siracusa ma in posizione migliore rispetto ai siciliani grazie agli scontri diretti favorevoli, acquisendo così il diritto alla partecipazione ai play-off per la promozione in serie B.
La sfida della prima fase dei play-off contro il Fondi, disputata in gara unica in casa, termina 0-0. In virtù del miglior piazzamento in campionato la Virtus supera il turno e accede agli ottavi di finale dove affronta il Livorno (terzo classificato nel girone B) con sfide di andata (a Francavilla Fontana) e di ritorno (a Livorno). Entrambi gli incontri terminano con il risultato di 0-0 pur con un miglior gioco espresso dalla Virtus che viene, invece, eliminata per il miglior piazzamento dei toscani nella stagione regolare.
Termina così una stagione incredibilmente ricca di soddisfazioni che proietta la Virtus verso i vertici del calcio pugliese essendosi classificata come quarta squadra della regione nei campionati professionistici dietro a Bari, Foggia e Lecce.
A stagione conclusa viene comunicata la risoluzione consensuale del contratto con l'allenatore Antonio Calabro e con il direttore sportivo Stefano Trinchera.

### Coppa Italia
Partecipa per la prima volta alla Coppa Italia Lega Pro. Inserita nel girone F della fase eliminatoria, conquista la qualificazione al turno successivo, per differenza reti, battendo il Monopoli per 5-1 nella sfida decisiva dopo aver perso al debutto contro il Catanzaro per 1-0. Al primo turno della fase ad eliminazione diretta viene eliminata dal Lecce risultato vincente sul campo della Virtus Francavilla per 6-5 dopo i calci di rigore (1-1 il punteggio dopo i tempi regolamentari e supplementari). Decisivi gli errori dal dischetto di Abate e Gallù.

## Divise e sponsor
Lo sponsor tecnico per la stagione 2016-2017 è Joma, mentre lo sponsor ufficiale è Nuovarredo.
| Casa | Trasferta |

## Organigramma societario
Di seguito sono riportati i membri dello staff della Virtus Francavilla.
Area direttiva
- Presidente onorario: Antonio Magrì
- Presidente (legale rappresentante): Lino Gemma
- Vice Presidente: Giuseppe D'Ambrosio
- Direttore Generale: Antonio Donatiello

Area organizzativa
- Segretario Tesoriere: Giuseppe Sardiello
- Responsabile Logistica e Materiali: Emanuele Andriulo
- Responsabile Settore Giovanile: Mimmo Ligorio

Area comunicazione
- Responsabile Ufficio Stampa: Fabiano Iaia

Area tecnica
- Responsabile Area Tecnica: Stefano Trinchera
- Allenatore Nicola Antonio Calabro
- Allenatore in seconda: Roberto Taurino
- Preparatore atletico: Paolo Traficante
- Preparatore dei portieri: Fabrizio Carafa
- Collaboratore tecnico: Enzo Cannoletta
- Custode: Tonino Birtolo
- Magazziniere: Tonino Pinto
- Collaboratore: Mauro De Tommaso
- Team manager Prima Squadra: Alberto Fontanarosa

Area sanitaria
- Medico sociale: Dino Furioso
- Fisioterapista: Enzo Italiano

## Rosa
Di seguito è riportata la rosa della Virtus Francavilla.
| N. |                       | Ruolo | Calciatore            |
| -- | --------------------- | ----- | --------------------- |
| 1  | Italia (bandiera)     | P     | Mirko Albertazzi      |
| 2  | Italia (bandiera)     | D     | Giovanni De Toma      |
| 3  | Italia (bandiera)     | D     | Daniele Vetrugno      |
| 4  | Italia (bandiera)     | D     | Andrea Pastore        |
| 5  | Italia (bandiera)     | D     | Riccardo Idda         |
| 6  | Italia (bandiera)     | D     | Francesco Gallù       |
| 7  | Francia (bandiera)    | A     | John-Christophe Ayina |
| 8  | Argentina (bandiera)  | C     | Carlos Biasón         |
| 9  | Francia (bandiera)    | A     | M'Bala Nzola          |
| 10 | Romania (bandiera)    | C     | Marian Galdean        |
| 12 | Italia (bandiera)     | P     | Matteo Cenzento       |
| 13 | Italia (bandiera)     | D     | Stefano Pino          |
| 14 | Portogallo (bandiera) | D     | Vasco Faísca          |

| N. |                    | Ruolo | Calciatore              |
| -- | ------------------ | ----- | ----------------------- |
| 15 | Italia (bandiera)  | C     | Edoardo Tundo           |
| 16 | Italia (bandiera)  | D     | Alessandro Albertini    |
| 17 | Italia (bandiera)  | A     | Cosimo Salatino         |
| 18 | Italia (bandiera)  | C     | Pasquale Turi           |
| 19 | Italia (bandiera)  | C     | Mario Prezioso          |
| 20 | Italia (bandiera)  | A     | Vittorio Tateo Triarico |
| 21 | Italia (bandiera)  | D     | Giuseppe Abruzzese      |
| 22 | Italia (bandiera)  | P     | Davide Costa            |
| 23 | Italia (bandiera)  | A     | Danilo Alessandro       |
| 24 | Italia (bandiera)  | C     | Pasquale Monopoli       |
| 25 | Brasile (bandiera) | C     | Lucas Finazzi           |
| 27 | Italia (bandiera)  | A     | Giovanni Abate          |
| 28 | Italia (bandiera)  | P     | Angelo Casadei          |

## Calciomercato
Di seguito sono riportati i trasferimenti del calciomercato 2016-2017 della Virtus Francavilla.

### Sessione estiva(dal 01/07 al 31/08)
| Acquisti | Acquisti                 | Acquisti   | Acquisti      |
| R.       | Nome                     | da         | Modalità      |
| -------- | ------------------------ | ---------- | ------------- |
| P        | Davide Costa             | Inter      | prestito      |
| D        | Giuseppe Abruzzese       | Lecce      | definitivo    |
| D        | Alessandro Albertini     | Rimini     | definitivo    |
| D        | Simone Cassano           | Lecce      | definitivo    |
| D        | Vasco Faísca             | Maceratese | definitivo    |
| D        | Riccardo Idda            | Casertana  | definitivo    |
| D        | Andrea Pastore           | Trapani    | definitivo    |
| D        | Claudenzio Schirinzi     | Grottaglie | fine prestito |
| C        | Mario Prezioso           | Napoli     | prestito      |
| A        | Danilo Alessandro        | Benevento  | definitivo    |
| A        | Gianluca De Angelis      | Casertana  | definitivo    |
| A        | Giovanni De Stradis      | Casarano   | fine prestito |
| A        | M'Bala Nzola             | Académica  | definitivo    |
| A        | Vittorio Triarico        | L'Aquila   | definitivo    |
| C        | Lucas Finazzi            | Melfi      | definitivo    |
| A        | Giovanni Abate           | Brescia    | definitivo    |
| P        | Angelo Casadei (ottobre) |            | svincolato    |

| Cessioni | Cessioni              | Cessioni   | Cessioni      |
| R.       | Nome                  | a          | Modalità      |
| -------- | --------------------- | ---------- | ------------- |
| P        | Salvatore Iurlo       |            |               |
| D        | Marco Bartoli         |            |               |
| D        | Filippo Di Pentima    |            | svincolato    |
| D        | Marco Fersini         | Lecce      | fine prestito |
| D        | Giorgio Antonio Giura |            | svincolato    |
| D        | Stefano Riccio        | Frattese   | definitivo    |
| D        | Francesco Rotunno     | San Severo | definitivo    |
| D        | Claudenzio Schirinzi  |            |               |
| D        | Roberto Taurino       |            | fine carriera |
| C        | Diego De Giorgi       |            |               |
| C        | Andrea Risolo         | Lecce      | fine prestito |
| C        | Alessandro Scialpi    | Gragnano   | definitivo    |
| A        | Giovanni De Stradis   | Nardò      | definitivo    |
| A        | Egzon Krasniqi        | Gravina    | definitivo    |
| A        | Gerardo Masini        | Poggibonsi | definitivo    |
| A        | Anibal Montaldi       | Bisceglie  | definitivo    |
| A        | Antonio Picci         | Turris     | definitivo    |
| D        | Simone Cassano        | Monopoli   | definitivo    |
| C        | Antonio Liberio       | Gravina    |               |

### Sessione invernale(dal 03/01 al 31/01)
| Acquisti | Acquisti             | Acquisti       | Acquisti   |
| R.       | Nome                 | da             | Modalità   |
| -------- | -------------------- | -------------- | ---------- |
| A        | John Cristophe Ayina | Newport County | definitivo |

| Cessioni | Cessioni            | Cessioni | Cessioni      |
| R.       | Nome                | a        | Modalità      |
| -------- | ------------------- | -------- | ------------- |
| A        | Gianluca De Angelis | Melfi    | definitivo    |
| P        | Davide Costa        | Inter    | fine prestito |

## Risultati

### Lega Pro

#### Girone di andata
| Arbitro: | De Angeli (Abbiategrasso) |

|           |           |               |
| Zerbo 69’ | Marcatori | 83’ Albertini |

| Arbitro: | Schirru (Nichelino) |

|                |           |  |
| De Angelis 81’ | Marcatori |  |

| Arbitro: | De Remigis (Teramo) |

|             |           |                       |
| Madonia 89’ | Marcatori | 35’ (rig.) De Angelis |

| Arbitro: | Zingarelli (Siena) |

|  |           |           |
|  | Marcatori | 50’ Sarno |

| Arbitro: | Fiorini (Frosinone) |

|                      |           |           |
| Zanini 17’ Gomez 62’ | Marcatori | 75’ Nzola |

| Arbitro: | Volpi (Arezzo) |

|             |           |                                             |
| Pastore 85’ | Marcatori | 19’, 28’ Armellino 74’ Negro 90’ Strambelli |

| Arbitro: | Detta (Mantova) |

|             |           |  |
| Gambino 92’ | Marcatori |  |

| Arbitro: | Maggioni (Lecco) |

|                                         |           |             |
| Nzola 14’, 43’ Pastore 68’ Triarico 92’ | Marcatori | 35’ Carlini |

| Arbitro: | Massimi (Termoli) |

|                         |           |  |
| Torromino 18’, 59’, 72’ | Marcatori |  |

| Arbitro: | Zufferli (Udine) |

|                                     |           |              |
| Galdean 50’ Idda 67’ Alessandro 73’ | Marcatori | 59’ Saraniti |

| Arbitro: | Bertani (Pisa) |

|  |           |           |
|  | Marcatori | 75’ Abate |

| Francavilla Fontana 6 novembre 2016, ore 14:30 CET 12ª giornata | Virtus Francavilla | 0 – 0 referto | Monopoli | Stadio Giovanni Paolo II\| Arbitro: \| Paterna (Teramo) \| |
| Arbitro:                                                        | Paterna (Teramo)   |               |          |                                                            |

| Arbitro: | Ranaldi (Tivoli) |

|                                    |           |                                 |
| Idda 21’ (aut.) Bollino 73’ (rig.) | Marcatori | 15’ Nzola 47’ Prezioso 62’ Idda |

| Arbitro: | Curti (Milano) |

|           |           |  |
| Nzola 92’ | Marcatori |  |

| Arbitro: | Guida (Salerno) |

|                   |           |                   |
| Cianci 90’ (rig.) | Marcatori | 67’ (aut.) Annoni |

| Arbitro: | Schirru (Nichelino) |

|              |           |  |
| Mastalli 78’ | Marcatori |  |

| Arbitro: | De Remigis (Teramo) |

|           |           |  |
| Nzola 55’ | Marcatori |  |

| Arbitro: | Cudini (Fermo) |

|                |           |                |
| D'Agostino 84’ | Marcatori | 37’ Alessandro |

| Arbitro: | Mantelli (Brescia) |

|                     |           |             |
| Abate 36’, 47’, 69’ | Marcatori | 45’ Palermo |

#### Girone di ritorno
| Arbitro: | Viotti (Tivoli) |

|                       |           |  |
| Abate 54’ Pastore 92’ | Marcatori |  |

| Catanzaro 29 dicembre 2016, ore 14:30 CET 21ª giornata | Catanzaro         | 0 – 0 referto | Virtus Francavilla | Stadio Nicola Ceravolo\| Arbitro: \| Raciti (Acireale) \| |
| Arbitro:                                               | Raciti (Acireale) |               |                    |                                                           |

| Arbitro: | Chindemi (Viterbo) |

|                                   |           |             |
| Triarico 5’ Pastore 49’ Abate 82’ | Marcatori | 13’ Palumbo |

| Arbitro: | Fourneau (Roma) |

|                                                       |           |          |
| Mazzeo 2’ (rig.), 32’ Loiacono 43’ Di Piazza 90’, 92’ | Marcatori | 78’ Idda |

| Arbitro: | Boggi (Salerno) |

|                       |           |  |
| Abate 54’ Pastore 85’ | Marcatori |  |

| Arbitro: | Robilotta (Sala Consilina) |

|                         |           |                               |
| Carretta 55’ Lanini 79’ | Marcatori | 30’, 77’ Nzola 48’ Alessandro |

| Arbitro: | Guida (Salerno) |

|           |           |  |
| Ayina 49’ | Marcatori |  |

| Arbitro: | Pasciuta (Agrigento) |

|              |           |  |
| Carriero 15’ | Marcatori |  |

| Arbitro: | Piscopo (Imperia) |

|                            |           |            |
| Prezioso 40’ Abruzzese 73’ | Marcatori | 43’ Lepore |

| Arbitro: | Fiorini (Frosinone) |

|                    |           |  |
| Bubas 66’ Sowe 85’ | Marcatori |  |

| Arbitro: | Meraviglia (Pistoia) |

|  |           |             |
|  | Marcatori | 48’ De Vena |

| Arbitro: | De Angeli (Abbiategrasso) |

|             |           |               |
| Montini 52’ | Marcatori | 64’ Albertini |

| Arbitro: | Tursi (Valdarno) |

|                       |           |                           |
| Triarico 66’ Idda 87’ | Marcatori | 11’ Emmausso 71’ Magnaghi |

| Arbitro: | Cipriani (Empoli) |

|               |           |  |
| Di Grazia 20’ | Marcatori |  |

| Arbitro: | Sozza (Seregno) |

|  |           |                      |
|  | Marcatori | 14’ Cianci 38’ Croce |

| Arbitro: | Ranaldi (Tivoli) |

|           |           |          |
| Nzola 64’ | Marcatori | 81’ Ripa |

| Arbitro: | Marchetti (Ostia lido) |

|                                       |           |                |
| Bianchimano 9’ Lionetti 12’ Bangu 82’ | Marcatori | 80’, 89’ Abate |

| Arbitro: | Nicoletti (Catanzaro) |

|                             |           |                     |
| Triarico 39’ Nzola 62’, 96’ | Marcatori | 82’ (rig.) Albadoro |

| Arbitro: | Schirru (Nichelino) |

|  |           |             |
|  | Marcatori | 34’ Galdean |

### Play-off

#### Prima fase
| Francavilla Fontana 14 maggio 2017, ore 17:30 | Virtus Francavilla | 0 – 0 referto | Racing Fondi | Stadio Giovanni Paolo II\| Arbitro: \| Maggioni (Lecco) \| |
| Arbitro:                                      | Maggioni (Lecco)   |               |              |                                                            |

#### Seconda fase

##### Ottavi di finale
| Francavilla Fontana 21 maggio 2017, ore 17.30 Andata | Virtus Francavilla       | 0 – 0 referto | Livorno | Stadio Giovanni Paolo II\| Arbitro: \| Guccini (Albano Laziale) \| |
| Arbitro:                                             | Guccini (Albano Laziale) |               |         |                                                                    |

| Livorno 24 maggio 2017, ore 20.30 Ritorno | Livorno                    | 0 – 0 referto | Virtus Francavilla | Stadio Armando Picchi\| Arbitro: \| Robilotta (Sala Consilina) \| |
| Arbitro:                                  | Robilotta (Sala Consilina) |               |                    |                                                                   |

### Coppa Italia Lega Pro

#### Fase eliminatoria a gironi
| Arbitro: | Amoroso (Paola) |

|            |           |  |
| Baccolo 9’ | Marcatori |  |

| Arbitro: | Rabilotta (Sala Consilina) |

|                                                                |           |             |
| De Angelis 28’ Gallù 32’ Nzola 55’ Prezioso 61’ Alessandro 69’ | Marcatori | 52’ De Vito |

#### Primo turno
| Arbitro: | Vincenzo Valiante (Salerno) |

|          |           |           |
| Idda 90’ | Marcatori | 19’ Vutov |

## Statistiche
Statistiche aggiornate al 24 maggio 2017.

### Statistiche di squadra
| Competizione                 | Punti | In casa | In casa | In casa | In casa | In casa | In casa | In trasferta | In trasferta | In trasferta | In trasferta | In trasferta | In trasferta | Totale | Totale | Totale | Totale | Totale | Totale | DR |
| Competizione                 | Punti | G       | V       | N       | P       | Gf      | Gs      | G            | V            | N            | P            | Gf           | Gs           | G      | V      | N      | P      | Gf     | Gs     | DR |
| ---------------------------- | ----- | ------- | ------- | ------- | ------- | ------- | ------- | ------------ | ------------ | ------------ | ------------ | ------------ | ------------ | ------ | ------ | ------ | ------ | ------ | ------ | -- |
| Lega Pro (compresi play-off) | 57    | 21      | 12      | 5       | 4       | 30      | 17      | 20           | 4            | 7            | 9            | 17           | 28           | 41     | 16     | 12     | 13     | 47     | 45     | +2 |
| Coppa Italia Lega Pro        | 3     | 2       | 1       | 1       | 0       | 6       | 2       | 1            | 0            | 0            | 1            | 0            | 1            | 3      | 1      | 1      | 1      | 6      | 3      | +3 |
| Totale                       | 60    | 23      | 13      | 6       | 4       | 36      | 19      | 21           | 4            | 7            | 10           | 17           | 29           | 44     | 17     | 13     | 14     | 53     | 48     | +5 |

### Andamento in campionato
| Giornata  | 1    | 2   | 3   | 4    | 5    | 6    | 7    | 8   | 9   | 10  | 11 | 12 | 13 | 14 | 15 | 16 | 17 | 18 | 19 | 20 | 21 | 22 | 23 | 24 | 25 | 26 | 27 | 28 | 29 | 30 | 31 | 32 | 33 | 34 | 35 | 36 | 37 | 38 |
| --------- | ---- | --- | --- | ---- | ---- | ---- | ---- | --- | --- | --- | -- | -- | -- | -- | -- | -- | -- | -- | -- | -- | -- | -- | -- | -- | -- | -- | -- | -- | -- | -- | -- | -- | -- | -- | -- | -- | -- | -- |
| Luogo     | T    | C   | T   | C    | T    | C    | T    | C   | T   | C   | T  | C  | T  | C  | T  | T  | C  | T  | C  | C  | T  | C  | T  | C  | T  | C  | T  | C  | T  | C  | T  | C  | T  | C  | C  | T  | C  | T  |
| Risultato | N    | V   | N   | P    | P    | P    | P    | V   | P   | V   | V  | N  | V  | V  | N  | P  | V  | N  | V  | V  | N  | V  | P  | V  | V  | V  | P  | V  | P  | P  | N  | N  | P  | P  | N  | P  | V  | V  |
| Posizione | 12°* | 8°* | 6°* | 10°* | 12°* | 14°* | 15°* | 13° | 14° | 11° | 8° | 9° | 7° | 6° | 6° | 6° | 6° | 6° | 6° | 5° | 6° | 5° | 6° | 5° | 5° | 5° | 5° | 5° | 5° | 5° | 5° | 5° | 6° | 6° | 7° | 7° | 7° | 5° |

Fonte:  EVOLUZIONE CLASSIFICA LEGA PRO - GIRONE C 16/17, su transfermarkt.it.
Legenda:

Luogo: C = Casa; T = Trasferta. Risultato: V = Vittoria; N = Pareggio; P = Sconfitta.
```
*1 partita in meno
```

### Statistiche dei giocatori
Statistiche aggiornate al 24 maggio 2017.
Sono in corsivo i calciatori che hanno lasciato la società a stagione in corso.
| Giocatore     | Lega Pro | Lega Pro | Lega Pro    | Lega Pro   | Coppa Italia Lega Pro | Coppa Italia Lega Pro | Coppa Italia Lega Pro | Coppa Italia Lega Pro | Totale   | Totale | Totale      | Totale     |
| Giocatore     | Presenze | Reti     | Ammonizioni | Espulsioni | Presenze              | Reti                  | Ammonizioni           | Espulsioni            | Presenze | Reti   | Ammonizioni | Espulsioni |
| ------------- | -------- | -------- | ----------- | ---------- | --------------------- | --------------------- | --------------------- | --------------------- | -------- | ------ | ----------- | ---------- |
| G. Abate      | 36       | 9        | 2           | 1          | 1                     | 0                     | 0                     | 0                     | 37       | 9      | 2           | 1          |
| G. Abruzzese  | 36       | 1        | 7           | 0          | 3                     | 0                     | 1                     | 0                     | 39       | 1      | 8           | 0          |
| M. Albertazzi | 29       | -32      | 2           | 0          | 2                     | -2                    | 0                     | 0                     | 31       | -34    | 2           | 0          |
| A. Albertini  | 29       | 2        | 5           | 0          | 3                     | 0                     | 0                     | 0                     | 32       | 2      | 5           | 0          |
| D. Alessandro | 33       | 3        | 3           | 2          | 3                     | 1                     | 0                     | 0                     | 36       | 4      | 3           | 2          |
| J. Ayina      | 14       | 1        | 1           | 0          | 0                     | 0                     | 0                     | 0                     | 14       | 1      | 1           | 0          |
| C. Biasón     | 26       | 0        | 6           | 0          | 1                     | 0                     | 1                     | 0                     | 27       | 0      | 7           | 0          |
| A. Casadei    | 13       | -11      | 0           | 1          | 1                     | -1                    | 0                     | 0                     | 14       | -12    | 0           | 1          |
| D. Costa      | 2        | -2       | 0           | 0          | 0                     | 0                     | 0                     | 0                     | 2        | -2     | 0           | 0          |
| G. De Angelis | 17       | 2        | 3           | 0          | 3                     | 1                     | 0                     | 0                     | 20       | 3      | 3           | 0          |
| G. De Toma    | 18       | 0        | 0           | 1          | 1                     | 0                     | 0                     | 0                     | 19       | 0      | 0           | 1          |
| V. Faísca     | 18       | 0        | 1           | 0          | 2                     | 0                     | 1                     | 0                     | 20       | 0      | 2           | 0          |
| L. Finazzi    | 20       | 0        | 1           | 0          | 1                     | 0                     | 0                     | 0                     | 21       | 0      | 1           | 0          |
| M. Galdean    | 40       | 2        | 7           | 0          | 2                     | 0                     | 0                     | 0                     | 42       | 2      | 7           | 0          |
| F. Gallù      | 12       | 0        | 1           | 0          | 3                     | 1                     | 1                     | 0                     | 15       | 1      | 2           | 0          |
| R. Idda       | 37       | 4        | 7           | 0          | 3                     | 1                     | 1                     | 0                     | 40       | 5      | 8           | 0          |
| P. Monopoli   | 0        | 0        | 0           | 0          | 1                     | 0                     | 0                     | 0                     | 1        | 0      | 0           | 0          |
| M. Nzola      | 35       | 11       | 6           | 2          | 3                     | 1                     | 0                     | 0                     | 38       | 12     | 6           | 2          |
| A. Pastore    | 34       | 5        | 5           | 0          | 1                     | 0                     | 0                     | 0                     | 35       | 5      | 5           | 0          |
| S. Pino       | 23       | 0        | 5           | 0          | 0                     | 0                     | 0                     | 0                     | 23       | 0      | 5           | 0          |
| M. Prezioso   | 35       | 2        | 11          | 3          | 2                     | 1                     | 1                     | 0                     | 37       | 3      | 12          | 3          |
| C. Salatino   | 3        | 0        | 0           | 0          | 1                     | 0                     | 0                     | 0                     | 4        | 0      | 0           | 0          |
| V. Triarico   | 26       | 4        | 0           | 0          | 3                     | 0                     | 1                     | 0                     | 29       | 4      | 1           | 0          |
| E. Tundo      | 1        | 0        | 0           | 0          | 1                     | 0                     | 0                     | 0                     | 2        | 0      | 0           | 0          |
| P. Turi       | 11       | 0        | 0           | 1          | 0                     | 0                     | 0                     | 0                     | 11       | 0      | 0           | 1          |
| D. Vetrugno   | 16       | 0        | 3           | 0          | 1                     | 0                     | 0                     | 0                     | 17       | 0      | 3           | 0          |